# Špilja Vindija
Špilja Vindija je jeskyně v Chorvatsku. Leží v opčině Donja Voća ve Varaždinské župě v nadmořské výšce 275 metrů.
Jeskyně byla vyhloubena ve vápenci zhruba před deseti milióny let. Je dlouhá 50 metrů, široká 28 metrů a vysoká 20 metrů, vchod do jeskyně byl uměle zvětšen a dosahuje výšky okolo deseti metrů.
Byly zde nalezeny kamenné nástroje a kosti lidí a zvířat (medvěd jeskynní, nosorožec srstnatý), patřící do období moustérienu a gravettienu. Jeskyni proslavily pozůstatky neandertálců, objevené v roce 1974. Původně bylo jejich stáří odhadnuto na 28 tisíc let, takže by šlo o nejmladší známou neandertálskou populaci, v roce 2017 však byla zveřejněna analýza hydroxyprolinu, podle níž žili vindijští neandertálci před více než 40 tisíci lety.
Kosti slouží k výzkumu genomu neandertálců, který vede americká firma 454 Life Sciences. Výsledky potvrdily, že neandertálci a člověk moudrý se mezi sebou křížili.
Jeskyni prozkoumal v roce 1904 Dragutin Gorjanović-Kramberger. Od roku 1964 je Špilja Vindija chráněnou památkou.